# Antony Zanjuampa
Antony Zanjuampa Rojo (ur. 12 marca 1977 w Tlaxcali) – meksykański sędzia piłkarski. 
Profesjonalną karierę arbitra rozpoczynał w 2007 roku, prowadząc mecze drugiej ligi meksykańskiej – Primera División A. W ojczystej Primera División de México zaczął sędziować w wieku 34 lat – zadebiutował w niej 24 lipca 2011 na Estadio Azteca w konfrontacji Amériki i Querétaro, zakończonej zwycięstwem gospodarzy 2:1.